# 湖南资兴市游船倾覆事故
湖南资兴市游船倾覆事故发生于2025年7月5日当地时间16时30分许，当时一艘游船在中华人民共和国湖南省郴州市资兴市东江湖白廊景区水域遭遇大风倾覆。事故共造成29人落水，其中2人死亡。此次事故也是自贵州黔西市游船倾覆事故后中国大陆第二次发生游船倾覆事故。

## 背景
东江湖白廊景区位于白廊镇，属于中华人民共和国國家5A級景區。该景区紧邻天鹅山国家森林公园和兴宁古镇，为典型的湖岛景区。景区内有民俗村、蛇岛、猴岛、鳄鱼岛、锁岛观鱼、百鸟岛等景点，水域面積約160平方公里。该景区于2024年7月曾发生空船撞击水電站而沉沒的事故。肇事船只为湘资兴客136号，该船只乘客定额为40人，于2025年6月20日通过特别定期检验，事发时肇事船只处于适航状态。

## 事故
2025年7月5日下午于15时40分从长盈头码头航出，船上当时载有29人，其中包括2位船员）。当日16時30分许，湘资兴客136号行经至東江湖白廊景區水域时突遇11級大風，导致整船侧翻，船上29人落水。

### 搜救
湖南省省委接报后要求协调救援力量并全力搜救落水人员，截至当日18時許，经过搜救共救出28人，其中27人无恙，1人送院抢救，有1人失联。6日14时40分左右已无生命体征的1位失联人员被找到，同时送院抢救者因抢救无效死亡。